# Eleições no Território Federal de Rondônia em 1966
As eleições no território federal de Rondônia em 1966 ocorreram em 15 de novembro como parte das eleições gerais em 22 estados e nos territórios federais do Amapá e Roraima. No presente caso, a Constituição de 1946 fixou um deputado federal para representar cada um dos territórios federais então existentes.

## Resultado da eleição para deputado federal
Conforme o Tribunal Superior Eleitoral, foram apurados 8.379 votos nominais (98,41%), 56 votos em branco (0,66%) e 79 votos nulos (0,93%), resultando no comparecimento de 8.514 eleitores. Nos territórios federais representados por um deputado federal, será observado o princípio do voto majoritário.

### Chapa da ARENA 1
| Candidatos a deputado federal em 1966 | Partido | Votação | Percentual | Cidade onde nasceu | Unidade federativa | Observações |
| Paulo Nunes Leal                      | ARENA   | 4.352   | 51,94%     | Carangola          | Minas Gerais       | [ 5 ]       |
| Emanuel Pinto                         | ARENA   |         |            | Belém              | Pará               | [ 6 ]       |
| Fontes:                               |         |         |            |                    |                    |             |

### Chapa da ARENA 2
| Candidatos a deputado federal em 1966 | Partido | Votação | Percentual | Cidade onde nasceu | Unidade federativa | Observações |
| Hegel Morhy                           | ARENA   | 2.072   | 24,73%     | Manaus             | Amazonas           | [ 7 ]       |
| Antônio Serra do Amaral               | ARENA   |         |            |                    |                    |             |
| Fontes:                               |         |         |            |                    |                    |             |

### Chapa do MDB
| Candidatos a deputado federal em 1966 | Partido | Votação | Percentual | Cidade onde nasceu | Unidade federativa | Observações |
| Joaquim Rondon                        | MDB     | 1.955   | 23,33%     | Cuiabá             | Mato Grosso        | [ 8 ]       |
| Walmi Daves de Moraes                 | MDB     |         |            |                    |                    |             |
| Fontes:                               |         |         |            |                    |                    |             |